# Neuville-au-Cornet
Neuville-au-Cornet is een gemeente in het Franse departement Pas-de-Calais (regio Hauts-de-France) en telt 81 inwoners (2009). De plaats maakt deel uit van het arrondissement Arras.

## Geografie
De oppervlakte van Neuville-au-Cornet bedraagt 2,3 km², de bevolkingsdichtheid is dus 35,2 inwoners per km².
De onderstaande kaart toont de ligging van Neuville-au-Cornet met de belangrijkste infrastructuur en aangrenzende gemeenten.

## Demografie
Onderstaande figuur toont het verloop van het inwonertal (bron: INSEE-tellingen).